# Mathurin Madoré
Mathurin Madoré, né le 12 juin 1996 à Paris, est un kayakiste français de slalom et de kayak-cross.

## Carrière
En 2019, il devient vice-champion du monde en slalom chez les moins de 23 ans.
Il remporte avec Boris Neveu et Quentin Burgi la médaille d'or en kayak par équipes aux Championnats d'Europe de slalom 2020 à Prague.
En 2024, il remporte deux médailles en coupe du monde, terminant ainsi à la troisième place du classement général de la coupe du monde. Malgré ces résultats, la fédération française de canoë-kayak fait le choix de sélectionner Boris Neveu, vice champion du monde en titre de la disciple, afin de représenter la France aux Jeux Olympiques de Paris 2024.
Lors des championnats d'Europe 2025 à Varies-sur-Marne, il monte sur la seconde marche du podium lors de l'épreuve de kayak cross individuel.

## Famille
Il est le fils du céiste Hervé Madoré.